# یورکشایر (حوزه سرشماری) نیویورک
یورکشایر (به انگلیسی: Yorkshire) یک منطقهٔ مسکونی در ایالات متحده آمریکا است که در شهرستان کاتاراگوس، نیویورک واقع شده‌است. یورکشایر ۴٫۸۰ کیلومتر مربع مساحت و ۱٬۱۸۰ نفر جمعیت دارد و ۴۳۷ متر بالاتر از سطح دریا واقع شده‌است.